# I’m Good (Blue)
«I’m Good (Blue)» — песня французского диджея Давида Гетта и американской певицы Биби Рексы. Она была выпущена 26 августа 2022 года в качестве сингла лейблами What a DJ и Warner UK. Песня была написана Геттой, Рексой, Камиллой и Филом Плестед, а продюсированием — Гетта и Тимофеем Резниковым. Песня как сэмплирует, так и интерполирует сингл «Blue (Da Ba Dee)» итальянской группы Eiffel 65; поэтому авторы песен Eiffel 65 Джеффри Джей и Маурицио Лобина, а также сопродюсер оригинального трека Массимо Габутти получили упоминание как авторы. Песня была включена в третий студийный альбом Рексы, Bebe.
Песня была записана, исполнена и ремикширована за несколько лет до того, как она стала вирусной на TikTok в 2022 году. Позже Рекса перезаписала свой вокал для трека, прежде чем он был выпущен в качестве сингла. Он возглавил чарты в 22 странах, таких как Австралия, Австрия, Канада, Дания, Финляндия, Германия, Нидерланды, Норвегия, Швеция, Швейцария и Великобритания. Он также попал в десятку лучших на шестнадцати других музыкальных рынках, включая Францию и США, и занял второе место в чарте Billboard Global 200. Он сертифицирован как платиновый или выше в четырнадцати странах, включая Diamond во Франции. Песня была номинирована на лучшую танцевальную запись на 65-й ежегодной премии «Грэмми» и получила премию MTV Europe Music Awards за лучшее сотрудничество и iHeart Radio Music Awards за танцевальную песню года.

## Предыстория и релиз
Гетта и Рекса ранее сотрудничали над синглами «Hey Mama», «Say My Name» и «Family», а также над треками «Yesterday» (2015) и «Last Hurrah (Remix)», большинство из которых достигли коммерческого успеха.
Гетта впервые сыграл песню во время своего сета на Ultra Music Festival 2017. Тем не менее вирусным фрагмент песни стал только в августе 2022 года. К тому времени, когда она был выпущен, она уже заработала 130 000 использований и 500 миллионов просмотров на TikTok.
В интервью Rolling Stone Рекса сказала, что они составляют «ностальгический ремикс так естественно».

## Композиция
Песня была описана как «эмоциональный клубный хит», который сочетает в себе «сентиментальный вокал» Рексы с «эйфорическими аккордами фортепиано» и «захватывающую энергию танцпола». Песня сильно интерполирует хит Eiffel 65 «Blue (Da Ba Dee)». Она записана в тональности соль минор.

## Коммерческий успех
Песня занял 81-е место в чарте Billboard Hot 100 в выпуске от 10 сентября 2022 года. Позже он достиг четвёртого места, сделав его седьмым хитом Гетта и четвёртым хитом Рексы, попавшим в десятку лучших. Это первая песня Гетта, попавшая в десятку лучших в Hot 100 за семь лет («Hey Mama»), и он отмечает его самый высокий пик в чарте.

## Музыкальное видео
Музыкальное видео, снятое в начале сентября 2022 года на Ивисе KC Locke, было выпущено 20 сентября. В некоторых сценах Рексу можно увидеть в синем латексном костюме.

## В поп-культуре
Песня была использована для продвижения «Raw Is XXX» 23 января 2023 года выпуска WWE Monday Night Raw, посвящённого 30-летию программы. Позже WWE выпустила полный промо-пакет с песней на своём YouTube-канале.
Позже песня была спета Рексой на церемонии 2023 Kids’ Choice Awards, ежегодной церемонии награждения, проводимой Nickelodeon.
На церемонии Brit Awards 2023 года Гетта исполнил трек с Сэмом Райдером, который предоставил вокал.
Песня является частью основного списка композиций Just Dance 2024 Edition.

## Награды и номинации
| Год  | Церемония                | Категория                    | Результат | Примечания |
| ---- | ------------------------ | ---------------------------- | --------- | ---------- |
| 2022 | MTV Europe Music Awards  | Лучшее сотрудничество        | Победа    | [ 15 ]     |
| 2022 | NRJ Music Awards         | Международная песня года     | Номинация | [ 16 ]     |
| 2022 | NRJ Music Awards         | Восстановление / Адаптация   | Номинация | [ 17 ]     |
| 2023 | Грэмми                   | Лучшая танцевальная запись   | Номинация | [ 18 ]     |
| 2023 | BRIT Awards 2023         | Международная песня года     | Номинация | [ 19 ]     |
| 2023 | iHeartRadio Music Awards | Танцевальная песня года      | Победа    | [ 20 ]     |
| 2023 | iHeartRadio Music Awards | Любимое использование сэмпла | Номинация | [ 20 ]     |

## Список композиций
- Digital download and streaming[21]

1. "I'm Good (Blue)" – 2:55
2. "I'm Good (Blue)" (Extended) – 3:39

- Digital download and streaming[22]

1. "I'm Good (Blue)" (Acoustic) – 2:18

- Digital download and streaming – Remixes #1[23]

1. "I'm Good (Blue)" – 2:55
2. "I'm Good (Blue)" (Tiësto Remix) – 2:58
3. "I'm Good (Blue)" (Cedric Gervais Remix) – 2:59
4. "I'm Good (Blue)" (Brooks Remix) – 2:49
5. "I'm Good (Blue)" (DJs from Mars Remix) – 2:43

- Digital download and streaming – Remixes #2[24]

1. "I'm Good (Blue)" (Oliver Heldens Remix) – 3:06
2. "I'm Good (Blue)" (R3hab Remix) – 2:47
3. "I'm Good (Blue)" (Gabry Ponte Remix) – 2:45
4. "I'm Good (Blue)" (Header Remix) – 3:42
5. "I'm Good (Blue)" (Ralph Wegner Remix) – 2:58
6. "I'm Good (Blue)" – 2:55

## Чарты
| Чарт (2022—2023)                           | Высшая позиция |
| ------------------------------------------ | -------------- |
| Аргентина (Argentina Hot 100)              | 53             |
| Австралия (ARIA)                           | 1              |
| Australia Dance (ARIA)                     | 1              |
| Австрия (Ö3 Austria Top 40)                | 1              |
| Бельгия/Фландрия (Ultratop 50)             | 1              |
| Бельгия/Валлония (Ultratop 50)             | 1              |
| Brazil Airplay (Crowley Charts)            | 70             |
| Bulgaria (PROPHON)                         | 3              |
| Канада (Billboard Canadian Hot 100)        | 1              |
| Канада (Billboard AC)                      | 2              |
| Канада (Billboard CHR/Top 40)              | 1              |
| Канада (Billboard Hot AC)                  | 1              |
| CIS (TopHit)                               | 3              |
| Costa Rica (Monitor Latino)                | 20             |
| Croatia (HRT)                              | 2              |
| Чехия (Rádio — Top 100)                    | 7              |
| Чехия (Singles Digitál Top 100)            | 1              |
| Дания (Tracklisten)                        | 1              |
| El Salvador (Monitor Latino)               | 17             |
| Финляндия (Suomen virallinen lista)        | 1              |
| Франция (SNEP)                             | 4              |
| Германия (GfK)                             | 1              |
| Мир (Billboard Global 200)                 | 2              |
| Greece International (IFPI)                | 1              |
| Honduras (Monitor Latino)                  | 14             |
| Венгрия (Dance Top 40)                     | 1              |
| Венгрия (Rádiós Top 40)                    | 1              |
| Венгрия (Single Top 40)                    | 1              |
| Венгрия (Stream Top 40)                    | 3              |
| Iceland (Plötutíðindi)                     | 1              |
| Ирландия (IRMA)                            | 2              |
| Italy (FIMI)                               | 7              |
| Japan Hot Overseas (Billboard Japan)       | 17             |
| Lebanon (Lebanese Top 20)                  | 2              |
| Latvia (LAIPA)                             | 1              |
| Latvia Airplay (LAIPA)                     | 2              |
| Lithuania (AGATA)                          | 2              |
| Luxembourg (Billboard)                     | 1              |
| Malaysia International (RIM)               | 19             |
| Нидерланды (Dutch Top 40)                  | 1              |
| Нидерланды (Single Top 100)                | 1              |
| New Zealand (Recorded Music NZ)            | 4              |
| Nigeria (TurnTable Top 100)                | 39             |
| Норвегия (VG-lista)                        | 1              |
| Panama (Monitor Latino)                    | 11             |
| Польша (Polish Airplay Top 100)            | 1              |
| Poland (Polish Streaming Top 100)          | 3              |
| Португалия (AFP)                           | 9              |
| Puerto Rico (Monitor Latino)               | 12             |
| Romania (Billboard)                        | 14             |
| Румыния (Romanian Radio Airplay)           | 1              |
| Румыния (Romania TV Airplay)               | 1              |
| Россия (TopHit)                            | 8              |
| Singapore (RIAS)                           | 6              |
| Словакия (Rádio — Top 100)                 | 1              |
| Slovakia (Singles Digitál Top 100)         | 1              |
| South Africa (Billboard)                   | 7              |
| Spain (PROMUSICAE)                         | 18             |
| Suriname (Nationale Top 40)                | 11             |
| Sweden (Sverigetopplistan)                 | 1              |
| Швейцария (Schweizer Hitparade)            | 1              |
| Великобритания (OCC UK Singles)            | 1              |
| Великобритания (OCC UK Dance)              | 1              |
| Украина (TopHit)                           | 2              |
| США (Billboard Hot 100)                    | 4              |
| США (Billboard Adult Contemporary)         | 6              |
| США (Billboard Adult Pop Airplay)          | 1              |
| США (Billboard Hot Dance/Electronic Songs) | 1              |
| США (Billboard Pop Airplay)                | 1              |
| США (Billboard Rhythmic)                   | 21             |

| Чарт (2022)              | Высшая позиция |
| ------------------------ | -------------- |
| Russia Airplay (TopHit)  | 16             |
| Ukraine Airplay (TopHit) | 3              |

| Чарт (2022)                               | Позиция |
| ----------------------------------------- | ------- |
| Australia (ARIA)                          | 25      |
| Austria (Ö3 Austria Top 40)               | 31      |
| Belgium (Ultratop Flanders)               | 32      |
| Belgium (Ultratop Wallonia)               | 39      |
| Canada (Canadian Hot 100)                 | 41      |
| Denmark (Tracklisten)                     | 24      |
| France (SNEP)                             | 69      |
| Germany (Official German Charts)          | 30      |
| Global 200 (Billboard)                    | 93      |
| Hungary (Single Top 40)                   | 8       |
| Hungary (Stream Top 40)                   | 24      |
| Italy (FIMI)                              | 73      |
| Lithuania (AGATA)                         | 41      |
| Netherlands (Dutch Top 40)                | 11      |
| Netherlands (Single Top 100)              | 20      |
| Poland (ZPAV)                             | 57      |
| Russia Airplay (TopHit)                   | 169     |
| Sweden (Sverigetopplistan)                | 20      |
| Switzerland (Schweizer Hitparade)         | 16      |
| UK Singles (OCC)                          | 25      |
| US Digital Song Sales (Billboard)         | 25      |
| US Hot Dance/Electronic Songs (Billboard) | 7       |

## История релиза
| Регион | Дата             | Формат(ы)                    | Лейбл               | Примечания    |
| ------ | ---------------- | ---------------------------- | ------------------- | ------------- |
| Разные | 26 августа 2022  | Цифровое скачивание стриминг | What a DJ Warner UK | [ 6 ] [ 119 ] |
| США    | 13 сентября 2022 | Contemporary hit radio       | Warner              | [ 120 ]       |
| США    | 13 сентября 2022 | Hot adult contemporary radio | Warner              | [ 121 ]       |